# Edgar Thaidigsmann
Edgar Thaidigsmann (* 6. Dezember 1941) ist ein deutscher evangelischer Theologe und Hochschullehrer.

## Leben und Wirken
Edgar Thaidigsmann studierte Evangelische Theologie an den Universitäten Tübingen, Heidelberg und Zürich. Er promovierte 1973/74 an der Universität Zürich bei Gerhard Ebeling. Als Pfarrer der Württembergischen Landeskirche wirkte er als Studieninspektor am Evangelischen Stift Tübingen. Im Jahre 1979 habilitierte er sich an der Universität Bochum für das Fach Systematische Theologie. Er lehrte Evangelische Theologie an den Universitäten Bochum und Tübingen. Im Jahre 1990 wurde er Professor für Evangelische Theologie und Religionspädagogik an der Pädagogischen Hochschule Weingarten. Dort wurde er 2006 emeritiert.
Seine zahlreichen Veröffentlichungen beschäftigen sich mit Themen aus der Systematischen Theologie und Religionspädagogik.

## Veröffentlichungen (Auswahl)
- Falsche Versöhnung. Religion und Ideologiekritik beim jungen Marx. Vorarbeit zu einer ideologiekritischen Hermeneutik des Evangeliums (= Beiträge zur evangelischen Theologie, Bd. 81). Kaiser, München 1978, ISBN 3-459-01142-4 (= Dissertation Universität Zürich).
- Identitätsverlangen und Widerspruch. Kreuzestheologie bei Luther, Hegel und Barth (= Gesellschaft und Theologie. Fundamentaltheologische Studien, Bd. 8). Kaiser, München 1983, ISBN 3-459-01506-3 (= Habilitationsschrift Universität Bochum).
- (mit Eberhard Lempp): Gottes Gerechtigkeit in der Dialektik der Aufklärung. Annäherungen an die Theologie Hans Joachim Iwands. Kaiser, München 1990, ISBN 3-459-01862-3.
- (Hrsg., mit Martin Rothgangel): Religionspädagogik als Mitte der Theologie? Theologische Disziplinen im Diskurs. Kohlhammer, Stuttgart 2005, ISBN 978-3-17-018224-0.
- Einsichten und Ausblicke. Theologische Studien (= Studien zur systematischen Theologie und Ethik, Bd. 61). LIT, Berlin/Münster 2011, ISBN 978-3-643-11385-6 (495 S., Sammlung der theologischen Aufsätze des Autors).
- Gesehen werden und sehen. Elemente einer theologischen Sehschule. Evangelische Verlagsanstalt, Leipzig 2024, ISBN 978-3-374-07668-0.

Festschrift
- Gerard ten Hertog (Hrsg.): Erleuchtender Geist, umkehrendes Denken, gerechtes Handeln. Festschrift für Prof. Dr. Edgar Thaidigsmann zum fünfundsechzigsten Geburtstag am 6. Dezember 2006. Theologische Universiteit Apeldoorn 2006, ISBN 90-75847-18-1 (Bibliographie Edgar Thaidigsmann S. 363–368).